# 納瑟里冰川
81°16′S 160°30′E / 81.267°S 160.500°E
納瑟里冰川是南極洲的冰川，位於沙克爾頓海岸，全長37公里，流經達利山西部，最終在帕爾角以南注入羅斯冰架，由新西蘭探險隊命名。